# Xolís
El xolís, conocido en la cocina española como salchichón, es un embutido elaborado con carne magra de cerdo: jamón, lomo y mezcla de papada y tocino fresco. Es típico de la zona del Pallars Sobirá y del Pallars Jussá, en el Pre-Pirineo catalán.

## Preparación
Se prepara tradicionalment en los meses de diciembre y enero con carne magra troceada y sal y pimienta. Se utiliza tripa natural del intestino grueso y se deja en reposo durante 24h y después se atan los extremos. Pasados unos tres o cuatro días de curación natural en una zona de ambiente seco, frío y ventilado, se descuelgan y se prensan durante un día; seguidamente, se vuelven a colgar y continúa la curación durante un mínimo de dos meses. Mediante el prensado se consigue extraer la humedad y el aire. Finalmente, el xolís queda más compacto y repartido.